# Château des Bories
Pour les articles homonymes, voir Bories.
Le château des Bories est un château français implanté sur la commune d'Antonne-et-Trigonant dans le département de la Dordogne, en région Nouvelle-Aquitaine.
Il fait l'objet d'un classement au titre des monuments historiques.

## Présentation
Le château des Bories se situe au centre du département de la Dordogne, en bordure de la route nationale 21, à moins d'un kilomètre au nord-est du bourg d'Antonne, et à quelques dizaines de mètres de l'Isle.
Le château, entouré de douves anciennement alimentées par l'Isle, se présente sous la forme d'un logis orienté est-ouest, flanqué d'une tour carrée au sud et de deux tours rondes aux angles nord-est et nord-ouest. C'est une propriété privée ouverte à la visite en juillet-août.
Il est classé monument historique depuis le 29 mars 1974.

## Historique
La construction du  château commença en 1494 pour Jeanne de Hautefort, veuve de Jean de Saint-Astier, sur les restes d'un ancien repaire. Il a été achevé en 1604 pour Henri de Saint-Astier.
Le château fut assiégé à plusieurs reprises lors des guerres de religion puis lors de la Fronde.

## Cinéma
En 2023, des scènes ont été tournées au château des Bories pour la série télévisée de Christopher Thompson Fortune de France.

## Galerie

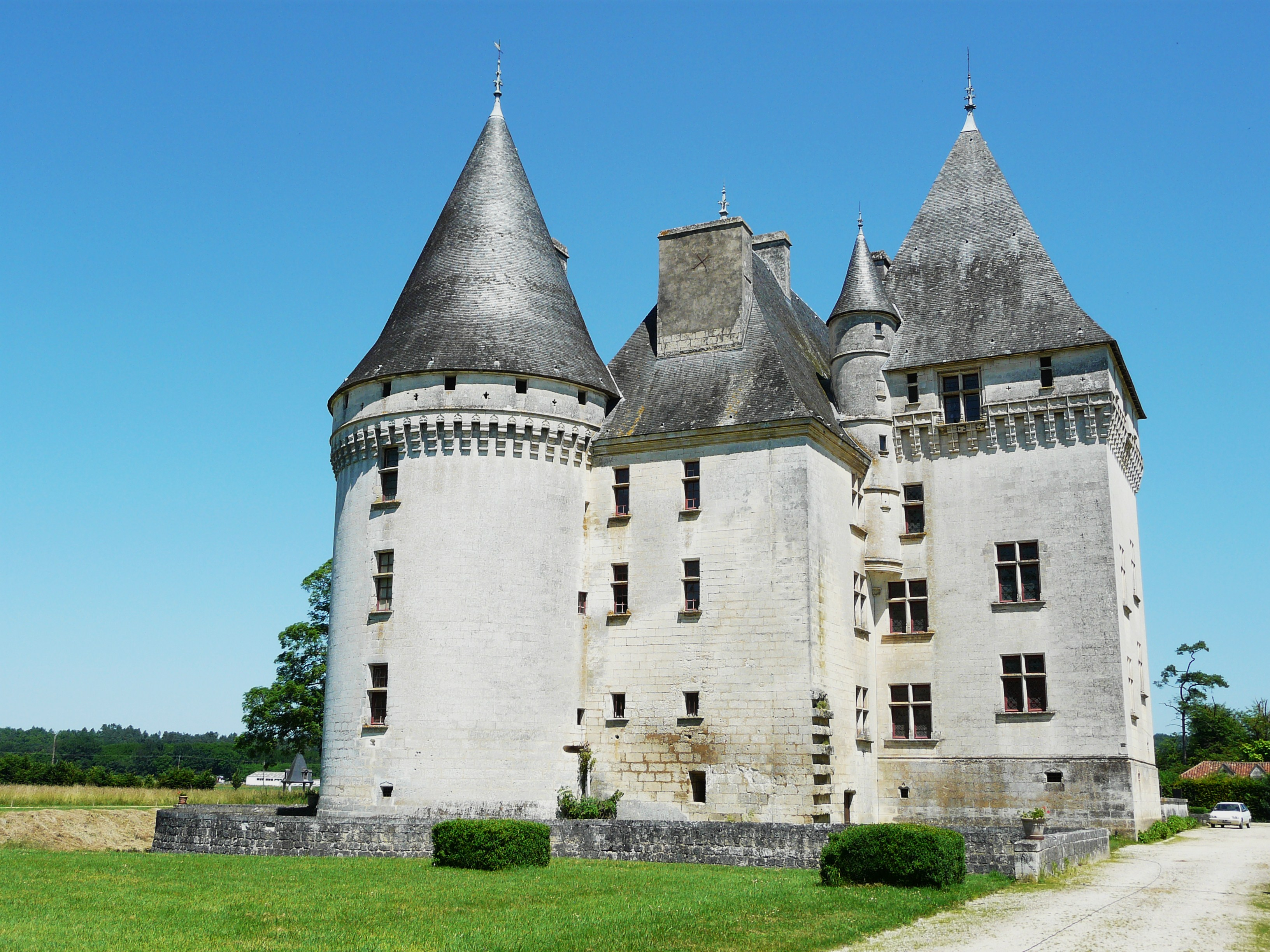
Vue générale.
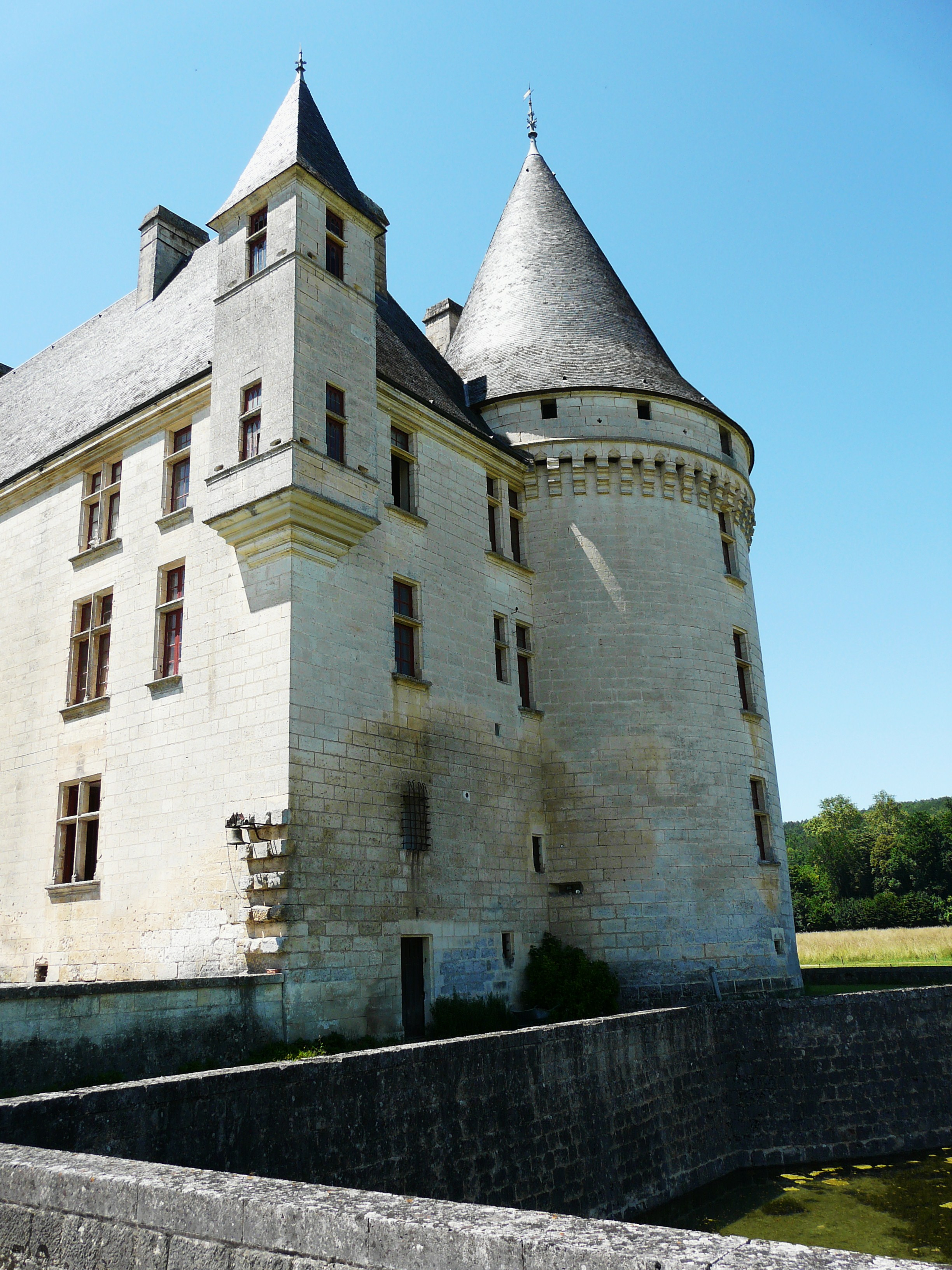
L'angle sud-est du château
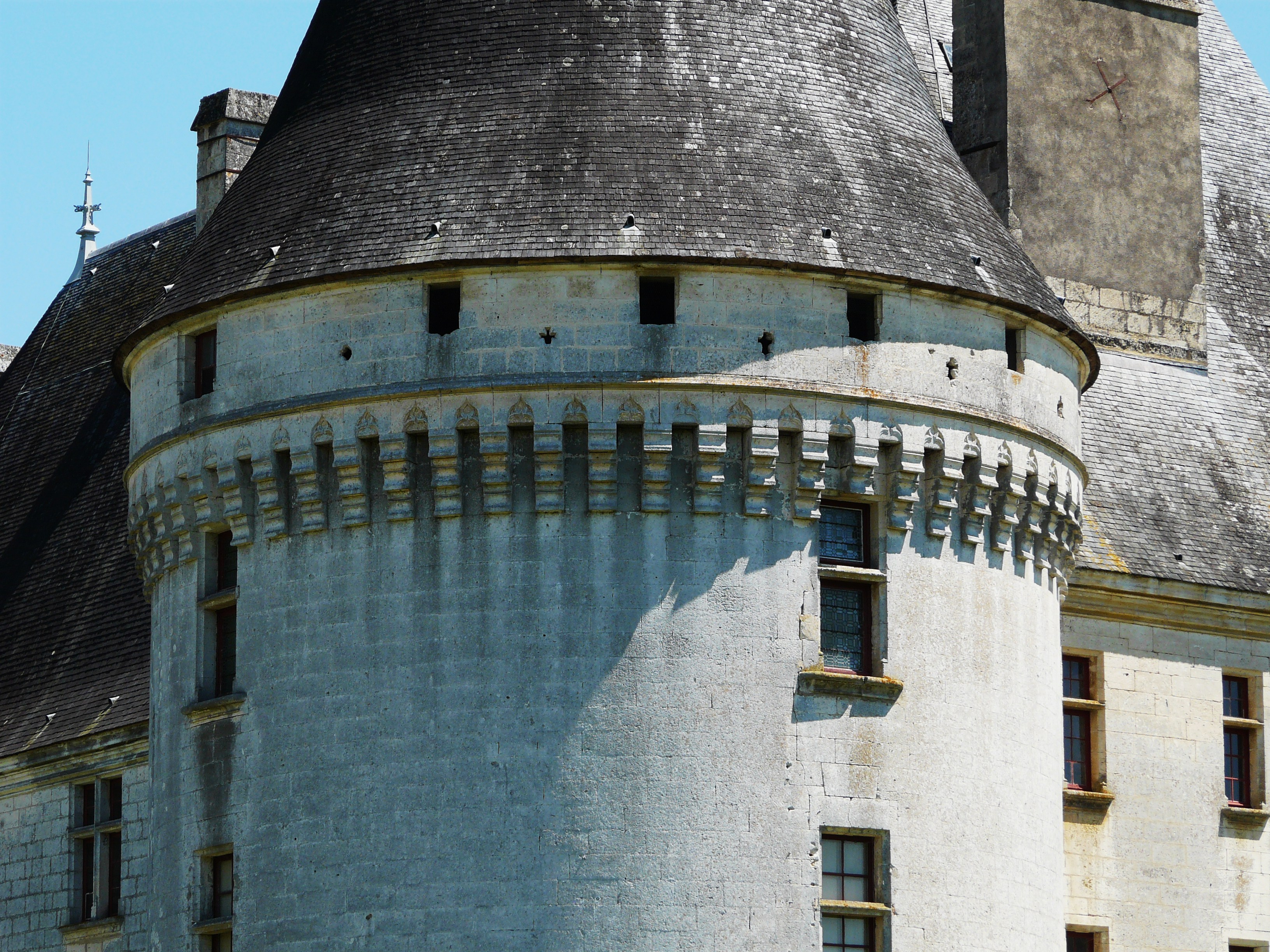
Les mâchicoulis de la tour nord-est
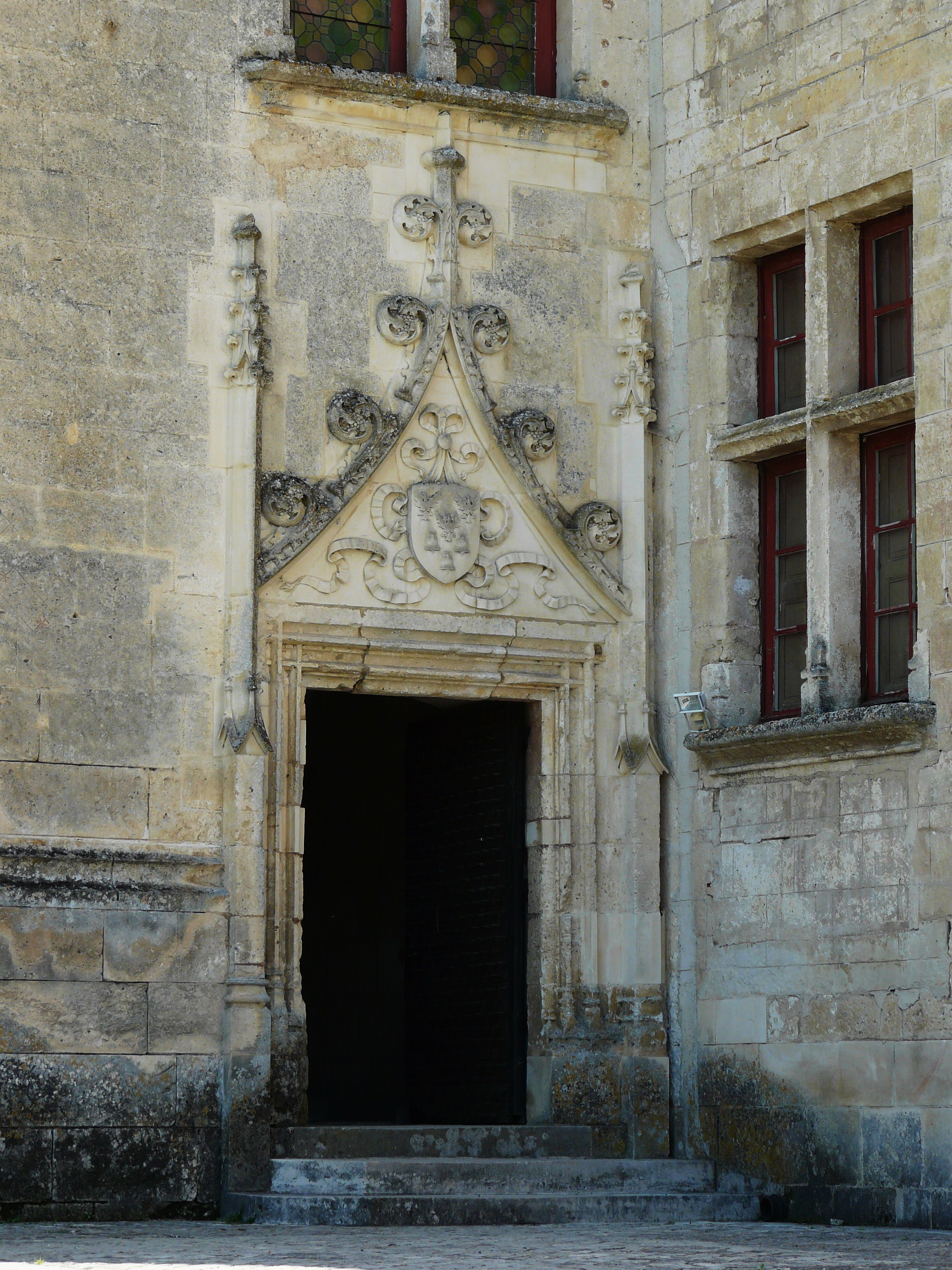
La porte armoriée
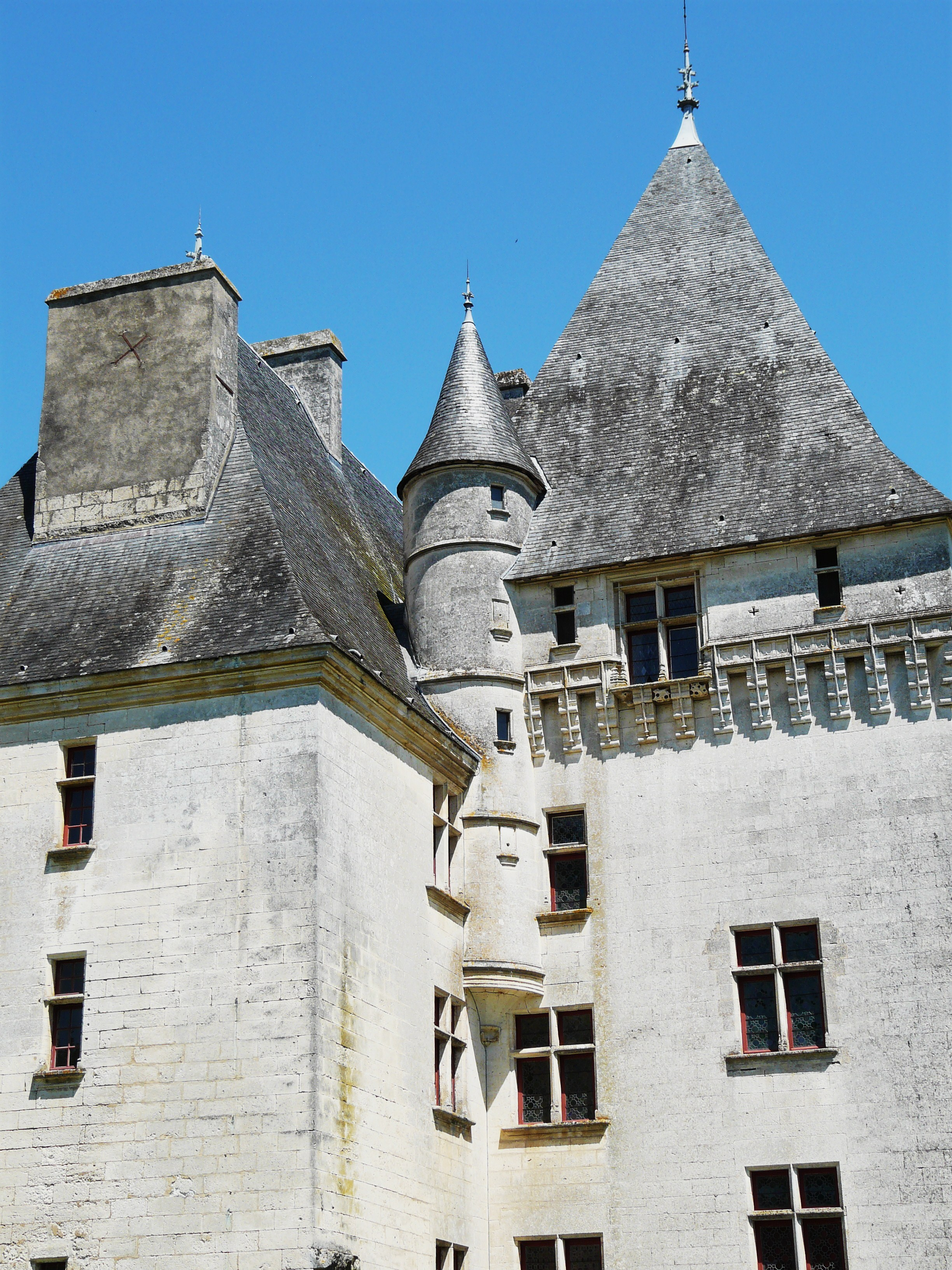
Tourelle vue du sud-est